# Plouézec
 Plouézec  (en bretón Ploueg-ar-Mor) es una población y comuna francesa, situada en la región de Bretaña, departamento de Côtes-d'Armor, en el distrito de Saint-Brieuc y cantón de Paimpol.

## Demografía
| 3643 | 3481 | 3399 | 3124 | 3089 | 3181 |
| Para los censos de 1962 a 1999 la población legal corresponde a la población sin duplicidades (Fuente: INSEE [Consultar]) |      |      |      |      |      |